# سویناروو
سویناروو (به چکی: Svinařov) یک منطقهٔ مسکونی در جمهوری چک است که در شهرستان کلادنو واقع شده‌است. سویناروو ۱٫۹۲ کیلومتر مربع مساحت و ۷۱۴ نفر جمعیت دارد و ۳۰۰ متر بالاتر از سطح دریا واقع شده‌است.